# Damernas 1 500 meter i short track vid olympiska vinterspelen 2014
Damernas 1 500 meter i short track vid olympiska vinterspelen 2014 hölls i anläggningen Iceberg skridskopalats, i Sotji, Ryssland den 15 februari 2014. Tävlingen bestod först av ett antal heat som sedan följdes av semifinaler och till sist en final. Detta kördes under samma dag.
Den regerande mästaren på 1 500 meter från 2010, Zhou Yang, lyckades att försvara guldmedaljen.

## Medaljörer
| Spel                 | Guld            | Silver             | Brons                 |
| Damernas 1 500 meter | Zhou Yang (CHN) | Shim Suk-Hee (KOR) | Arianna Fontana (ITA) |

## Schema
Alla tider är i (UTC+4).
| Datum       | Tid   | Omgång             |
| ----------- | ----- | ------------------ |
| 15 februari | 14:00 | Kvalificeringsheat |
| 15 februari | 15:12 | Semifinal          |
| 15 februari | 16:06 | Final              |

## Resultat

### Kvalomgångar
Sex kvalomgångar kördes. De tre första ur varje omgång gick direkt vidare till semifinal. 
Q — Kvalificerades till semifinal
ADV — Avancemang (om någon diskvalificeras gick den låg sist i varje omgång vidare på avancemang)
DSQ — Diskvalificerades
DNF — Fullföljde inte
| Pl. | Namn              | Land      | Tid      | Notering |
| --- | ----------------- | --------- | -------- | -------- |
| 1   | Shim Suk-Hee      | Sydkorea  | 2.24,765 | Q        |
| 2   | Marie-Ève Drolet  | Kanada    | 2.24,859 | Q        |
| 3   | Anna Seidel       | Tyskland  | 2.25,700 | Q        |
| 4   | Martina Valcepina | Italien   | 2.27,212 |          |
| 5   | Véronique Pierron | Frankrike | 2.55,658 | ADV      |
|     | Valeriya Reznik   | Ryssland  |          | DSQ      |

| Pl. | Namn            | Land           | Tid      | Notering |
| --- | --------------- | -------------- | -------- | -------- |
| 1   | Arianna Fontana | Italien        | 2.29,645 | Q        |
| 2   | Olga Belyakova  | Ryssland       | 2.29,880 | Q        |
| 3   | Ayuko Ito       | Japan          | 2.30,354 | Q        |
| 4   | Inna Simonova   | Kazakstan      | 2.30,499 |          |
| 5   | Tatiana Bodova  | Slovakien      | 2.31,788 |          |
|     | Elise Christie  | Storbritannien |          | DNF      |

| Pl. | Namn                | Land           | Tid      | Notering |
| --- | ------------------- | -------------- | -------- | -------- |
| 1   | Cho Ha-Ri           | Sydkorea       | 2.27,629 | Q        |
| 2   | Valérie Maltais     | Kanada         | 2.27,721 | Q        |
| 3   | Li Jianrou          | Kina           | 2.27,758 | Q        |
| 4   | Alyson Dudek        | USA            | 2.27,899 |          |
| 5   | Charlotte Gilmartin | Storbritannien | 2.27,935 |          |
| 6   | Biba Sakurai        | Japan          | 2.28,127 |          |

| Pl. | Namn             | Land          | Tid      | Notering |
| --- | ---------------- | ------------- | -------- | -------- |
| 1   | Jorien ter Mors  | Nederländerna | 2.21,626 | Q        |
| 2   | Bernadett Heidum | Ungern        | 2.21,826 | Q        |
| 3   | Agnė Sereikaitė  | Litauen       | 2.21,900 | Q        |
| 4   | Lucia Peretti    | Italien       | 2.22,953 |          |
| 5   | Deanna Lockett   | Australien    | 2.25,140 |          |
| 6   | Volha Talayeva   | Belarus       | 2.27,817 |          |

| Pl. | Namn               | Land          | Tid      | Notering |
| --- | ------------------ | ------------- | -------- | -------- |
| 1   | Zhou Yang          | Kina          | 2.26,543 | Q        |
| 2   | Jessica Smith      | USA           | 2.26,703 | Q        |
| 3   | Yara van Kerkhof   | Nederländerna | 2.26,809 | Q        |
| 4   | Marianne St-Gelais | Kanada        | 2.27,071 |          |
| 5   | Yui Sakai          | Japan         | 2.27,198 |          |
| 6   | Kateřina Novotná   | Tjeckien      | 2.27,232 |          |

| Pl. | Namn               | Land      | Tid      | Notering |
| --- | ------------------ | --------- | -------- | -------- |
| 1   | Emily Scott        | USA       | 2.22,641 | Q        |
| 2   | Kim A-Lang         | Sydkorea  | 2.22,864 | Q        |
| 3   | Veronika Windisch  | Österrike | 2.23,042 | Q        |
| 4   | Liu Qiuhong        | Kina      | 2.24,640 |          |
| 5   | Zsófia Kónya       | Ungern    | 2.55,523 |          |
|     | Tatiana Borodulina | Ryssland  |          | DNF      |

### Semifinaler
Tre semifinaler kördes. Ettan och tvåan i varje semifinal gick direkt vidare till Final A (medaljomgången). Trean och fyran gick direkt vidare till Final B (kvalomgången).
QA — Kvalificerades till final A (medaljomgången)
QB — Kvalificerades till final B (kvalomgången)
ADV — Avancemang (om någon diskvalificeras gick den låg sist i varje semifinal vidare på avancemang)
DSQ — Diskvalificerades
| Pl. | Namn             | Land          | Tid      | Notering |
| --- | ---------------- | ------------- | -------- | -------- |
| 1   | Zhou Yang        | Kina          | 2.18,825 | QA       |
| 2   | Shim Suk-Hee     | Sydkorea      | 2.18,966 | QA       |
| 3   | Marie-Ève Drolet | Kanada        | 2.19,516 | QB       |
| 4   | Jessica Smith    | USA           | 2.20,259 | QB       |
| 5   | Yara van Kerkhof | Nederländerna | 2.20,291 |          |
| 6   | Anna Seidel      | Tyskland      | 2.20,405 |          |

| Pl. | Namn              | Land          | Tid      | Notering |
| --- | ----------------- | ------------- | -------- | -------- |
| 1   | Arianna Fontana   | Italien       | 2.19,336 | QA       |
| 2   | Jorien ter Mors   | Nederländerna | 2.19,382 | QA       |
| 3   | Bernadett Heidum  | Ungern        | 2.20,196 | QB       |
| 4   | Véronique Pierron | Frankrike     | 2.20,216 | QB       |
| 5   | Olga Belyakova    | Ryssland      | 2.20,391 |          |
| 6   | Agnė Sereikaitė   | Litauen       | 2:20,398 |          |
| 7   | Ayuko Ito         | Japan         | 2.56,961 |          |

Semifinal 3
| Pl. | Namn              | Land      | Tid      | Notering |
| --- | ----------------- | --------- | -------- | -------- |
| 1   | Li Jianrou        | Kina      | 2.22,866 | QA       |
| 2   | Kim A-Lang        | Sydkorea  | 2.22,928 | QA       |
| 3   | Valérie Maltais   | Kanada    | 2.23,069 | QB       |
| 4   | Veronika Windisch | Österrike | 2.23,241 | QB       |
| 5   | Emily Scott       | USA       | 2.23,439 | ADV      |
| -   | Cho Ha-Ri         | Sydkorea  |          | DSQ      |

### Finaler
Först kördes en kvalomgång där man tävlade om placering 6-11 i tävlingen. Därefter kom finalen där man tävlade om placering 1-5.
DNF —Fullföljde ej
DSQ — Diskvalificerades
Final B (Kvalomgång)
| Pl. | Namn              | Land      | Tid      | Notering |
| --- | ----------------- | --------- | -------- | -------- |
| 6   | Valérie Maltais   | Kanada    | 2.24,711 |          |
| 7   | Jessica Smith     | USA       | 2.25,787 |          |
| 8   | Marie-Ève Drolet  | Kanada    | 2.25,870 |          |
| 9   | Bernadett Heidum  | Ungern    | 2.26,004 |          |
| 10  | Véronique Pierron | Frankrike | 2.26,066 |          |
| 11  | Veronika Windisch | Österrike | 2.26,296 |          |

| Pl. | Namn            | Land          | Tid      | Notering |
| --- | --------------- | ------------- | -------- | -------- |
| 1   | Zhou Yang       | Kina          | 2.19,140 |          |
| 2   | Shim Suk-Hee    | Sydkorea      | 2.19,239 |          |
| 3   | Arianna Fontana | Italien       | 2.19,416 |          |
| 4   | Jorien ter Mors | Nederländerna | 2.19,656 |          |
| 5   | Emily Scott     | USA           | 2.39,436 |          |
|     | Li Jianrou      | Kina          |          | DNF      |
|     | Kim A-Lang      | Sydkorea      |          | DSQ      |